# Megan Charpentier
Megan Charpentier (26 de mayo de 2001; New Westminster, British Columbia) es una actriz canadiense conocida por interpretar a Victoria en la película Mamá de 2013 y Gretta Keene en It de 2017.

## Biografía
Charpentier nació en New Westminster, British Columbia, Canadá. Tiene dos hermanas menores llamadas Madison y Genea.

## Carrera
Charpentier comenzó su carrera como actriz a la edad de tres años, cuando apareció en un comercial de Hasbro después de ser elegida en una audición. Desde entonces ha hecho varias apariciones como invitada en varios programas de televisión, sobre todo en Supernatural (2012) donde interpretó a Tess Mcann. También ha estado en varias películas para televisión. A menudo se la asocia con la actriz Amanda Seyfried y ha interpretado su versión más joven en las películas Jennifer's Body (2009) y La chica de la capa roja (2011). Charpentier también apareció en Resident Evil: Retribution (2012) como la Reina Roja y en Mamá (2013) como Victoria. 
Participó en It(2017) y en It Capítulo 2(2019) como “Greta Keene”.
Fue nominada a Mejor Artista Revelación en los Premios UBCP / ACTRA por su papel en Mama, la más vista.

## Vida personal
Actualmente vive en Vancouver con su familia. Sus pasatiempos incluyen paseos a caballo, andar en bicicleta y fútbol.

## Filmografía

### Cine
- 2008: The Christmas Clause (Película para televisión)
- 2009: Jennifer's Body
- 2009: Storm Seekers (Película para televisión)
- 2010: Kid's Court (Cortometraje)
- 2010: Frankie & Alice
- 2010: A Trace of Danger (Película para televisión)
- 2011: Red Riding Hood
- 2011: He Loves Me (Película para televisión)
- 2012: Resident Evil: Retribution
- 2013: The Old Woman in the Woods (Cortometraje)
- 2013: Mamá
- 2013: Never Ever (Cortometraje)
- 2013: Profile for Murder (Película para televisión)
- 2014: The Games Maker
- 2014: Rattlesnake (Cortometraje)
- 2014: Pinocchio Project
- 2014: Grumpy Cat's Worst Christmas Ever (Película para televisión)
- 2017: La Cabaña
- 2017: It
- 2016: Operación Navidad (Película para TV)
- 2019: It 2
- 2022: Dangerous Game: The Legacy Murders (Juego Peligroso: Asesinatos Heredados)

### Televisión
- 2007: Painkiller Jane (Episodio: "Thanks for the Memories")
- 2007: Aliens in America (Episodio: "Metamorfosis")
- 2009: The Guard (Episodio: "He Is Heavy, He's My Brother")
- 2009: Fringe (Episodio: "Earthling")
- 2010: Life Unexpected (Episodio: "Storm Weathered")
- 2010: Hiccups (Episodio: "Autograph Hound")
- 2010: R.L. Stine's The Haunting Hour (2 episodios)
- 2010: Psych (Episodio: "Yang 3 en 2D")
- 2012: Supernatural (Episodio: "Party On, Garth")
- 2014: Motive (Episodio: "Deception")

## Reconocimientos
| Año  | Ceremonia           | Categoría                          | Trabajo | Resultado |
| ---- | ------------------- | ---------------------------------- | ------- | --------- |
| 2014 | Young Artist Awards | Mejor actriz joven en una película | Mamá    | Nominada  |